# Le Sahel
Le Sahel est le quotidien du gouvernement du Niger,.

## Présentation
Le quotidien, publié en français, a un tirage de 4000 exemplaires. Il a été fondé au lendemain de l’indépendance (1960) sous le titre Le Temps du Niger puis Niger.
En 1974, après le coup d’état du lieutenant-colonel Seyni Kountché, il prend son titre actuel. Son rédacteur en chef est Assane Soumana.
L'éditeur du Sahel et de son supplément hebdomadaire Sahel Dimanche est l'Office national d'édition et de presse (ONEP) basé à Niamey, qui est une agence gouvernementale rattachée au Ministère de la Communication.
L'ONEP a des bureaux régionaux à Maradi, Tahoua et Zinder.
Le nom du journal fait référence à la zone sahélienne qui caractérise le pays.
Le Sahel accorde une place prépondérante à l’information gouvernementale et aux faits de société.